# Phrynobatrachus leveleve
Phrynobatrachus leveleve är en groddjursart som beskrevs av Uyeda, Drewes och Breda Zimkus 2007. Phrynobatrachus leveleve ingår i släktet Phrynobatrachus och familjen Phrynobatrachidae. IUCN kategoriserar arten globalt som livskraftig. Inga underarter finns listade i Catalogue of Life.